# Lost & Found (álbum de Sexy Sadie)
Lost & Found es un álbum del grupo español de indie pop Sexy Sadie publicado en 2003. Es el quinto álbum de estudio de la banda, después de Butterflies y seguido de Translate, su último disco antes de su disolución. El año anterior, 2002, habían publicado un disco de versiones titulado Dream Covers.
Lost & Found quedó en el puesto 36 de la lista de mejores discos nacionales de 2003 de la revista musical Mondosonoro.

## Lista de canciones
1. «I won't hurt you»
2. «Always drunk»
3. «Feel no sorrow»
4. «Fly for a while»
5. «Take from me»
6. «A scratch in my skin»
7. «Turn me on»
8. «Forever is longer»
9. «In your inside»
10. «I do»
11. «My better chance»
12. «Questions»

## Intérpretes
- Jaime García Soriano: voz y guitarra
- Carlos Pilán Romero: guitarra
- Jaume Gost Pizá: bajo
- Antonio Toledo Cantallops: batería